# Semiothisa cardinea
Semiothisa cardinea là một loài bướm đêm trong họ Geometridae.